# Александър (окръг, Северна Каролина)
Окръг Александър (на английски: Alexander County) е окръг в щата Северна Каролина, Съединени американски щати. Площта му е 681 km², а населението – 37 428 души (2016). Административен център е град Тейлърсвил.